# Безславна декада

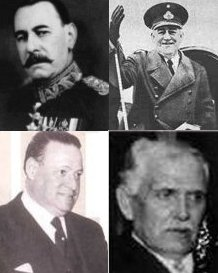
Чотири глави держави цього періоду: Урібуру, Хусто, Ортіс і Кастільйо

Безславна декада (ісп. Década Infame) — період історії Аргентини від державного перевороту 6 вересня 1930 року, при якому було скинуто президента Іполіто Іріґоєна, до державного перевороту 4 червня 1943 року, при якому було скинуто президента Рамона Кастільйо. Назву періоду ввів історик Хосе Луїс Торрес в критичному аналізі періоду, виданому в 1945 році під назвою «Безславна декада».
Цьому періоду були притаманні постійні маніпуляції на виборах, репресії щодо опозиції (зокрема, було заборонено Громадський радикальний союз, Unión Cívica Radical) та високий рівнень корупції.
З точки зору міжнародної ситуації, період почався в період Великої депресії та закінчився в період Другої світової війни. В цей час Аргентині вдалося підписати Пакт Роки-Рансімена з Великою Британією, що гарантував Аргентині експорт продукції тваринництва в обмін на дозвіл британським компаніям володіти значною частиною аргентинської транспортної системи та інші економічні поступки. Велика депресія та збільшення економічної ізоляції країни привела до індустріалізації з метою забезпечення країни необхідними промисловими товарами (в 1943 році промисловий сектор вперше перевищив сільське господарство за рівнем виробництва). В цей же час було створено Центральний банк Аргентини та низку інших регуляторних органів і державних підприємств. Також періоду характерна значна міграція з сільських районів до міст та з провінцій до Буенос-Айресу.
Окрім фальсифікації виборів, цей період характеризувався переслідуванням політичної опозиції (головним чином проти UCR) і загальною корупцією в уряді на тлі Великої депресії. Вплив економічної кризи змусив багатьох фермерів та інших сільських робітників переселитися на околиці великих міст, що призвело до створення перших вілья місерія (містечка-халупи). Таким чином, населення Буенос-Айреса підскочило з 1,5 мільйона жителів у 1914 році до 3,5 мільйонів у 1935 році. Не маючи політичного досвіду, на відміну від європейських іммігрантів, які принесли з собою соціалістичні й анархічні ідеї, ці нові жителі міст забезпечать соціальну базу в наступному десятилітті для перонізму.